# Paulin
 Paulin (en occitano, Paulinh) es una población y comuna francesa, situada en la región de Nueva Aquitania, departamento de Dordoña, en el distrito de Sarlat-la-Canéda y cantón de Salignac-Eyvigues.

## Administración
Paulin forma parte del departamento de Dordoña y está integrada en la organización intercomunal Communauté de Communes Pays de Fénelon en Périgord Noir, establecida el 1 de abril de 2014 por la fusión de la Communauté de Communes du Carluxais Terre de Fénelon y la Communauté de Communes du Salignacois. Paulin pertenecía a esta segunda agrupación comunal.

## Economía
En las partes arenosas del municipio hay campos de nogales y se cultivan maíz y otros cereales, girasol, colza, leguminosas y algunas viñas.  En los terrenos más calizos e inclinados se producen trufas. Hay granjas con  producciones  diversificadas, dedicadas a la leche, el foie gras o los bovinos para carne de raza lemosina.

## Demografía
| 349 | 346 | 293 | 269 | 258 | 268 |
| Para los censos de 1962 a 1999 la población legal corresponde a la población sin duplicidades (Fuente: INSEE [Consultar]) |     |     |     |     |     |

## Monumentos
Paulin tiene una iglesia románica del sXII con presbiterio. Está dedicada a San Pedro ad Víncula (en francés, Saint-Pierre-ès-Liens). Se trata de un edificio de una sola nave y crucero. Este está cubierto con cúpula sobre pechinas, rematando en un ábside poligonal. El brazo sur del crucero ha conservado la cuna que lo cubría. Las fachadas presenta dos puertas. La del brazo noreste data del XIV; mientras que la de la nave es del sXII. Está registrada como monumento histórico desde el 4 de octubre de 1939.
Tuvo otros dos lugares de culto, las capillas de San Roque de Paulin y de Santiago, ambas demolidas en 1777.
El castillo de la Brande era en tiempos de Luis XIV propiedad de la familia Labeomondie. Posteriormente pasó al conde Jean de Saint-Exupéry, señor de Paulin. La torre cuadrada fue  demolida en 1789.

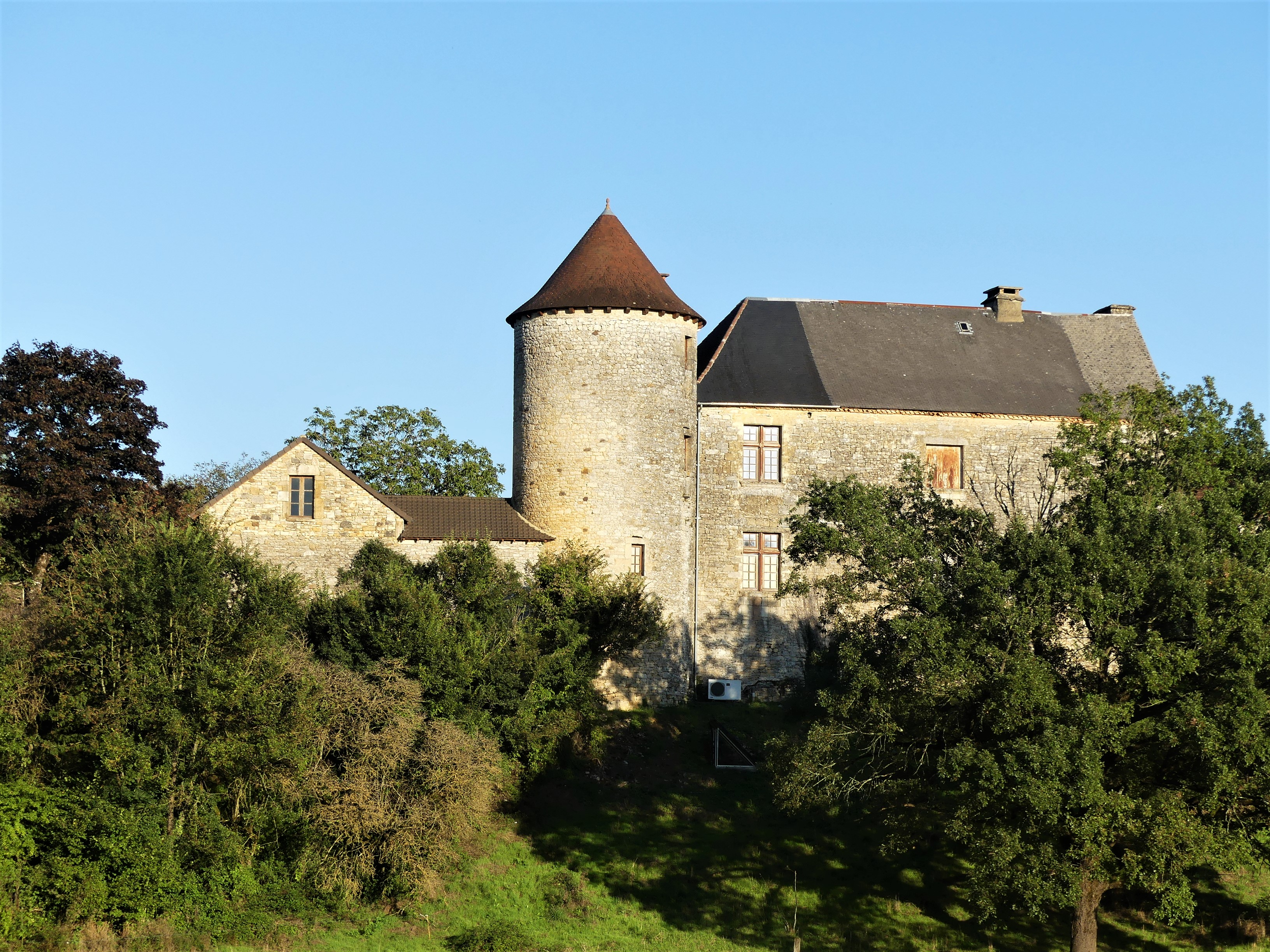
Castillo de la Faurie

Sobre una colina situada frente a la población, se halla el castillo de la Faurie,. en la aldea homónima. El edificio principal del castillo se prolonga situaba entre dos torres circulares, de las cuales la del sur fue derribada. Fue el baluarte de la familia Bar de La Faurie en el XVII, de los Saint Exupéry y de los Auberoche. La casa fue incendiada durante la Revolución, hecho derivado del mucho rencor y odio acumulado contra Joseph de Bars, señor de Faurie, Archignac y Vierval. Este se había negado a pagar su donación a la milicia comunal, por lo que fue objeto de fuertes burlas y hubo finalmente de cumplir. Un día de feria, los habitantes decidieron invadir el patio del castillo y encendieron una gran hoguera frente a la puerta, que ya estaba hundida. El señor de Bars presentó una denuncia ante el tribunal del preboste y tres manifestantes fueron encarcelados en Sarlat. A raíz de esto, se realizó una llamada en las doce parroquias próximas a Faurie y unas cuatro o cinco mil personas se reunieron en Salignac. Como no pudieron encontrar a de Bars, arrestaron a su sobrino, Delpech, a quien llevaron a Sarlat entre insultos y golpes, llegando allí semidesnudo y en malas condiciones. Delpech fue encarcelado en prisión y se liberó a los tres presos.
La Croix de Violet, elevada en 1515 y conservada en buen estado, se encuentra a unos cientos de metros del castillo.